# Кидали
«Кидали» — кінофільм. Не рекомендується перегляд дітям і підліткам до 16 років. Фільм поставлений за однойменним романом Джима Томпсона. Жанр — кримінально-психологічна драма.

## Сюжет
Вправні аферисти заробляють на життя в суворій відповідності зі своєю спеціалізацією. Неповторна, сексапільна Майра хоче отримати собі в партнери Роя і разом з ним відточувати майстерність афери. Досвідчена Ліллі також має плани на Роя. Хто зі суперниць переможе в боротьбі, в якій на карти поставлено все, включаючи їхнє життя.

## В ролях
- Джон К'юсак
- Аннетт Бенінг
- Анжеліка Г'юстон
- Жан Монро
- Стівен Тоболовскі
- Міша Коллінз
- Джей Ті Волш
- Пол Адельштейн

## Нагороди
- 1991 — Премія «Едгар»